# Euge Groove
Steven Eugene Grove (Hagerstown (Maryland), 27 de novembro de 1962), mais conhecido como Euge Groove, é um saxofonista americano de smooth jazz com um grande número de discos na tabela Top-40.
Euge Groove - começou a tocar piano no segundo grau e mudou para o saxofone com a idade de nove ou dez anos. Ele teve uma formação de música clássica no instrumento, até entrar na University of Miami, onde se interessou por jazz. Depois de formado, ele inicialmente permaneceu em Miami fazendo sessões e tocando em bandas como o Exposé, gravando com o grupo a música " Seasons Change ". Ele então se mudou para Los Angeles e se juntou ao conjunto Tower of Power, permanecendo com o grupo por cerca de quatro anos. Depois de sair do grupo, ele foi trabalhar como músico de estúdio, participandode gravações de muitos artistas como, Joe Cocker, Eurythmics , The Gap Band , Huey Lewis & the News, Elton John , Bonnie Raitt , Aaron Neville, Eros Ramazotti , e Richard Marx. 
No final dos anos 90, Grove desenvolveu a persona de Euge Groove, uma corruptela de seu verdadeiro nome, e gravou uma demo que atraiu a atenção de várias gravadoras. A gravadora Warner Bros Records contratou Euge Groove, e seu álbum de estréia foi lançado em Maio de 2000. Na época, o saxofonista fez turnê participando da banda de apoio de Tina Turner. Em 2002 tocou bastante nas rádios com os singles " Slam Dunk" e " Rewind ". Em 2004, mudou-se para gravadora Grove Narada, lançando o álbum Livin' Large. Em 2007 lançcou o álbum Born 2 Groove. Em 2009 ele mudou novamente de gravadora, indo para a Shanachie, onde lançou o álbum Sunday Morning. Em 2011, Grove lançou o seu sétimo trabalho de estúdio, House of Groove.

## Discografia
- Euge Groove, (2000)
- Play Date, (2002)
- Livin' Large, (2004)
- Just Feels Right, (2005)
- Born 2 Groove, (2007)
- Sunday Morning, (2009)
- S7even Large, (2011)
- House of Groove, (2012)